# باحشيم (اسم)
بَاحُشَيْم هو اسم علم مذكر من أصل عربي، وجاء الاسم على صيغة التصغير، ومعناه هو شديد الحياء، وهو خاصة الرجل من أهله وعشيرته.